# 萨尔 (大西洋比利牛斯省)
萨尔（法語：Sare，法語發音：[saʁ]）是法国大西洋比利牛斯省的一个市镇，属于巴约讷区。

## 地理
萨尔（43°18'46"N, 1°34'49"W）面积51.34 平方千米，位于法国新阿基坦大区大西洋比利牛斯省，该省份为法国东南部省份，涵盖了贝阿恩与北巴斯克，西临大西洋比斯開灣，北至朗德省，东北接热尔省，东临上比利牛斯省，南与西班牙接壤。
与萨尔接壤的市镇（或旧市镇、城区）包括：阿斯坎、尼韦勒河畔圣佩、于吕涅、巴斯坦、比达索阿河畔贝拉、埃查拉尔。
萨尔的时区为UTC+01:00、UTC+02:00（夏令时）。

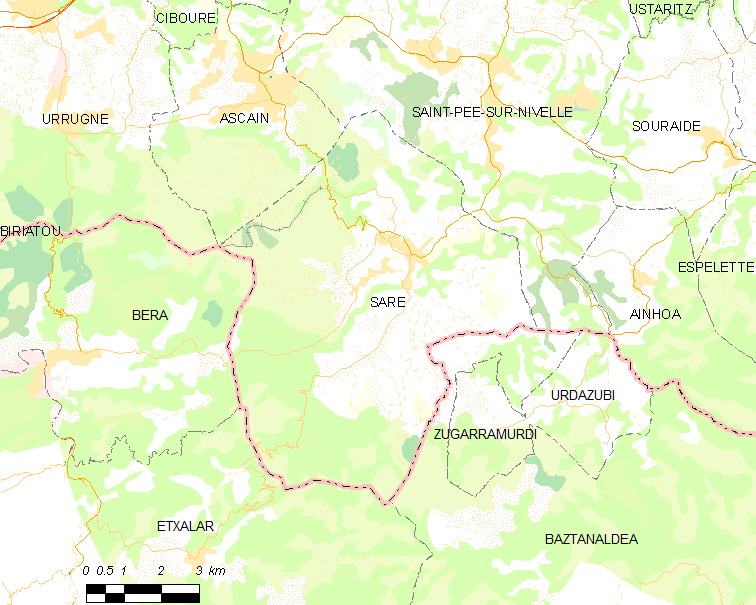
萨尔的OSM定位图

## 行政
萨尔的邮政编码为64310，INSEE市镇编码为64504。

## 政治
萨尔所属的省级选区为于斯塔里茨-尼夫河与尼韦勒河谷县。

## 人口

1962-2008年间萨尔人口变化图示

萨尔于2022年1月1日时的人口数量为2736人。